# 勒特
勒特（法語：Le Theux，法語發音：[lə tø]）是法国阿登省的一个旧市镇。勒特原属于市镇圣洛朗，1872年，勒特脱离圣洛朗，成为一独立市镇。1965年，勒特并入市镇梅济耶尔，后者于次年与邻近的4个市镇合并为市镇沙勒维尔-梅济耶尔。

## 地理
勒特（49°45'30.12"N, 4°44'21.93"E）面积1.25 平方千米，位于法国大東部大區阿登省，该省份为法国北部内陆省份，西接埃纳省，南至马恩省，东临默兹省，北与比利时接壤。
勒特的时区为UTC+01:00、UTC+02:00（夏令时）。

## 行政
勒特的邮政编码为08000，INSEE市镇编码为08447。

## 人口
勒特于1962年时的人口数量为744人。